# 梦幻水城

梦幻水城标志

夢幻水城是中國广东省珠海市石林山下的情景式水上樂園，位於九洲大道蘭埔。夢幻水城佔地11萬平方米，與圓明新園相連，同為圓明新園集團所經營。
夢幻水城於1999年7月3日開幕，並以文明古國埃及為背景主題。夢幻水城以水為核心，以人類回歸大自然為主題，讓遊客既達到游樂，同時可以有觀賞的享受。
夢幻水城共有十個大型區域，其中有：瀑布區、人造浪池、激流河、漂流河和兒童反斗區等，提供多達20多種的玩樂設施。當中的飄流河，更是全中國水上樂園中最長的（全長800公尺）。造浪池可以製造八種不同形狀的浪花，最高的浪可達一公尺。除此之外，更會有洋溢著異國風情的草裙舞表演。

## 設施

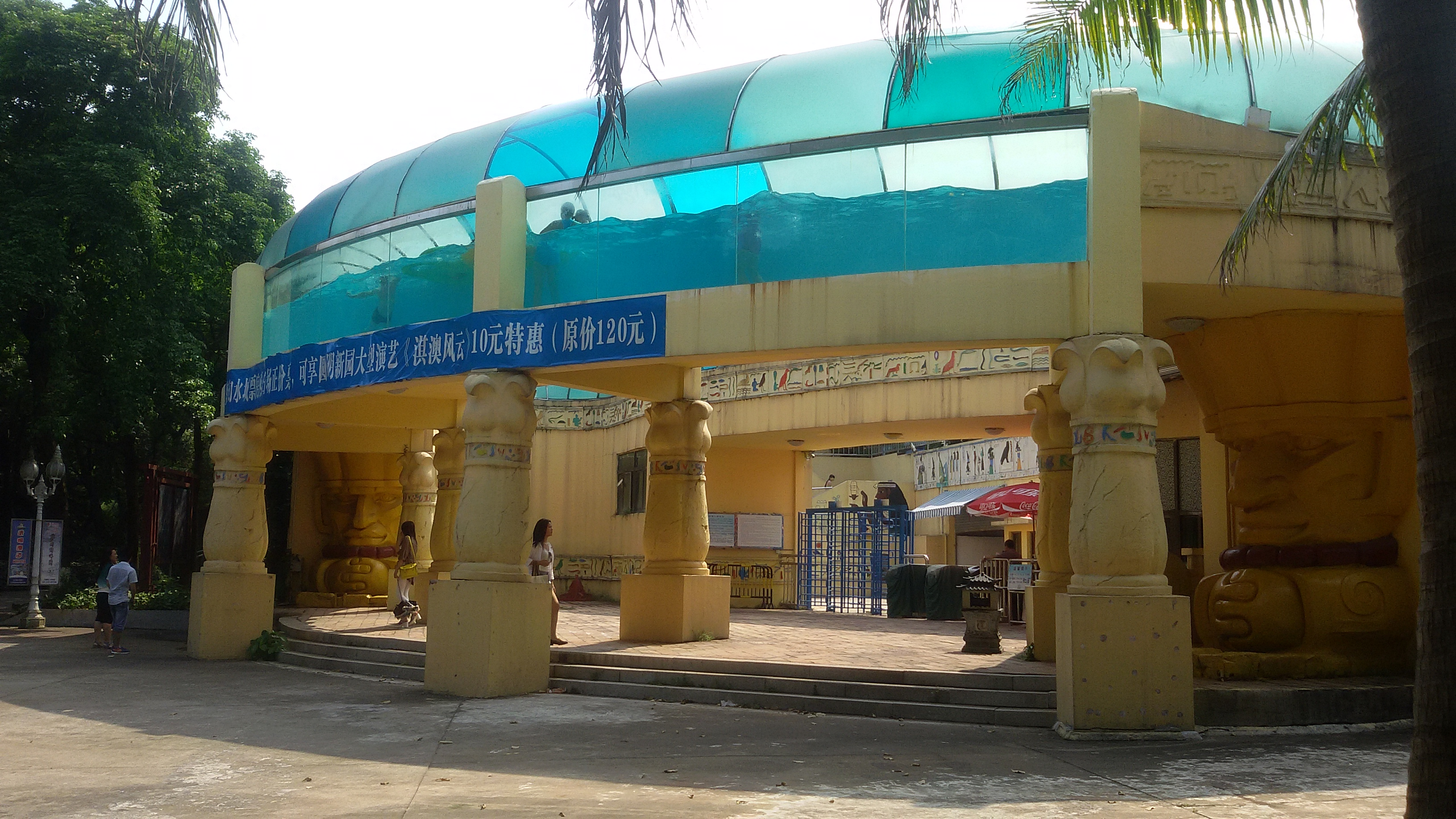
珠海夢幻水城正門

- 滑道
- 漂流河
- 瀑布區
- 情侶池
- 造浪池
- 人造沙滩
- 兒童反斗城

## 相關資訊
- 開放時間：每日上午10時至晚上10時
- 開放月份：每年的4月至11月
- 票价：成人票120元、儿童票80元、夜场门票不分大小80元

## 外部連結
- 夢幻水城官方網站 （页面存档备份，存于）
- 梦幻水城的新浪微博